# Корчівка (Стрийський район)
Корчі́вка — село в Україні, у Стрийському районі Львівської області. Населення становить 244 особи. Орган місцевого самоврядування — Журавненська селищна рада.

## Церква

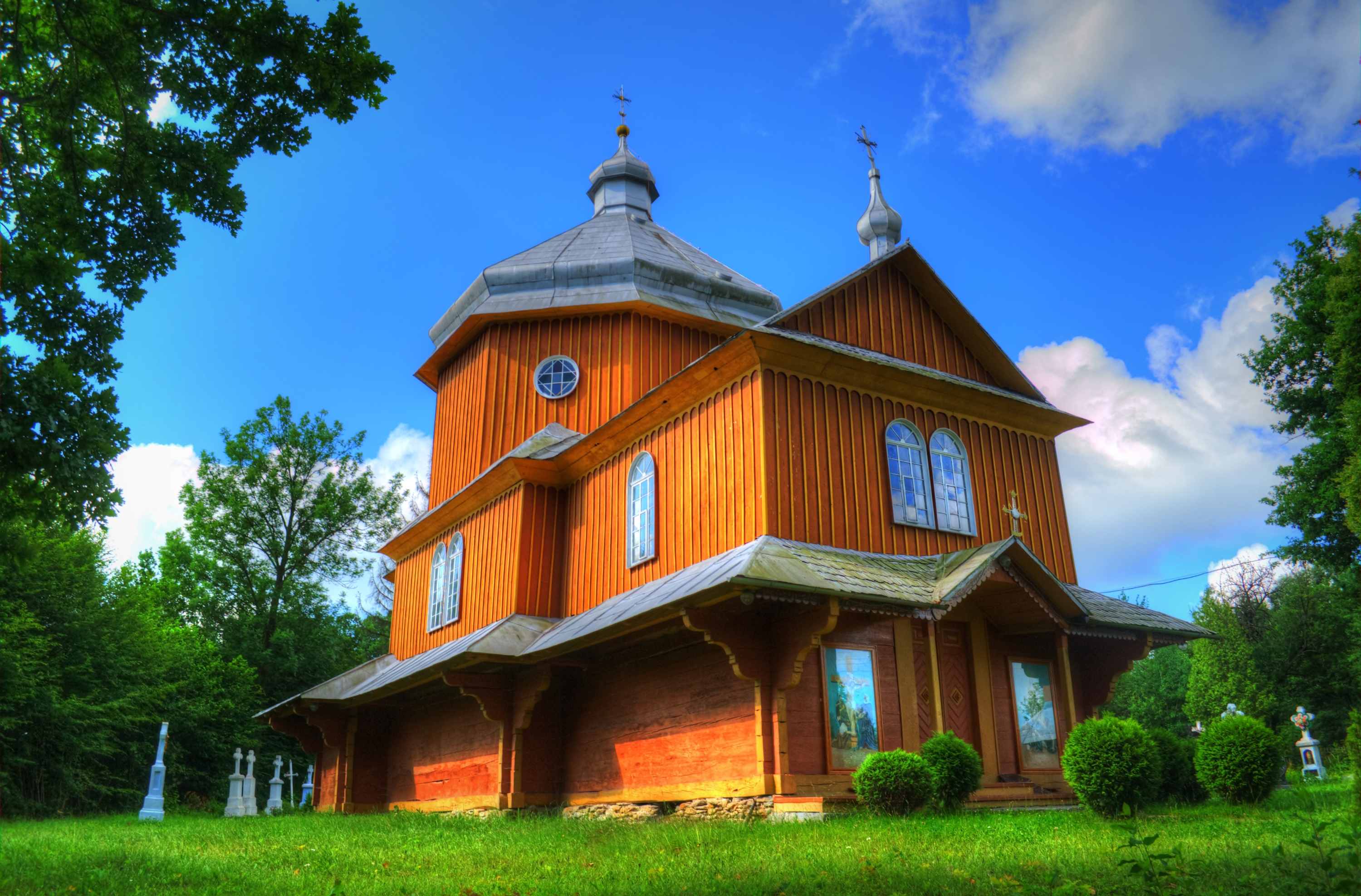
Церква

У Корчівці збереглася дерев'яна церква Покрова Пр. Богородиці 1905. Маленька дерев'яна двоярусна дзвіниця (низ квадратний у плані, верх восьмибічний) з 1806 року, стояла біля попередньої церкви піднята на бетонних стовпах, побудована з вільхових брусів. Є пам'яткою архітектури місцевого значення і найстарішою на Журавенщині. 

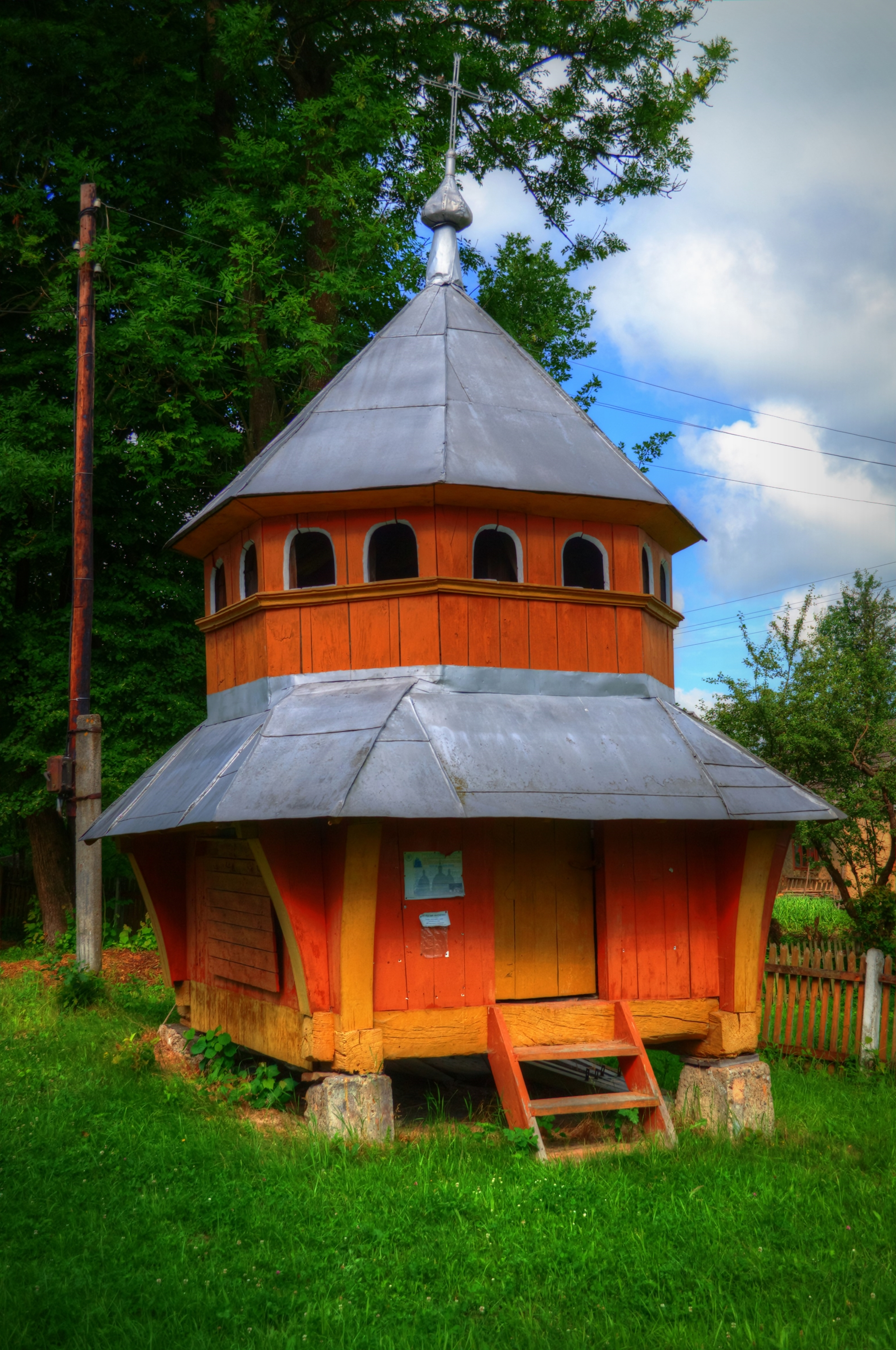
209 років

## Політика

### Парламентські вибори, 2019
На позачергових парламентських виборах 2019 року у селі функціонувала окрема виборча дільниця № 460412, розташована у приміщенні фельдшерсько-акушерського пункту.
Результати
- зареєстрований 141 виборець, явка 52,48%, найбільше голосів віддано за Всеукраїнське об'єднання «Батьківщина» і «Європейську Солідарність» — по 21,62%, за «Слугу народу» — 16,22%.[3] В одномандатному окрузі найбільше голосів отримав Андрій Кіт (самовисування) — 44,59%, за Олега Канівця (Громадянська позиція) — 17,57%, за Володимира Наконечного (Слуга народу) — 14,86%[4].